# George Radcliffe Colton
George Radcliffe Colton (ur. 1866, zm. 1916) – amerykański polityk, w latach 1909–1913 gubernator Portoryko, znajdującego się wówczas pod administracją kolonialną Stanów Zjednoczonych.

## Życiorys
Urodził się w 1866 roku.
Sprawował urząd gubernatora Portoryko od 6 listopada 1909, kiedy to zastąpił na stanowisku Regisa Posta, przez cztery lata, do  15 listopada 1913. Jego następcą został Arthur Yager.
Zmarł w 1916 roku.